# Calades theolex
Calades theolex är en insektsart som beskrevs av Vladimir M. Gnezdilov 2001. Calades theolex ingår i släktet Calades och familjen dvärgstritar. Inga underarter finns listade i Catalogue of Life.